# 下小川駅
下小川駅（しもおがわえき）は、茨城県常陸大宮市盛金（もりがね）にある東日本旅客鉄道（JR東日本）水郡線の駅である。

## 歴史
- 1925年（大正14年）8月15日：国有鉄道の駅として開業[2]。
- 1962年（昭和37年）10月1日：貨物扱い廃止[2]。
- 1983年（昭和58年）6月1日：水郡線CTC化により無人化[3]。荷物扱い廃止[4]。行き違い設備は存続し、個人商店に乗車券発売を委託した簡易委託駅となる。
- 1987年（昭和62年）4月1日：国鉄分割民営化により、JR東日本の駅となる[2]。
- 1992年（平成4年）7月31日：乗車券の簡易委託発売の受託が解除。
- 2003年（平成15年）：駅舎改築[1]。
- 2004年（平成16年）：駅舎コンパクト化が鉄道建築協会賞（推薦）を受賞[1]。

## 駅構造
相対式ホーム2面2線を有する地上駅。互いのホームは構内踏切で連絡している。駅舎と道路の間に段差はない。
水郡線統括センター（常陸大子駅）管理の無人駅。

### のりば
| ホーム | 路線    | 方向 | 行先               |
| ------ | ------- | ---- | ------------------ |
| 駅舎側 | ■水郡線 | 下り | 常陸大子・郡山方面 |
| 反対側 | ■水郡線 | 上り | 水戸方面           |

（出典：JR東日本:駅構内図）
- 案内上のホーム番号は設定されていない。

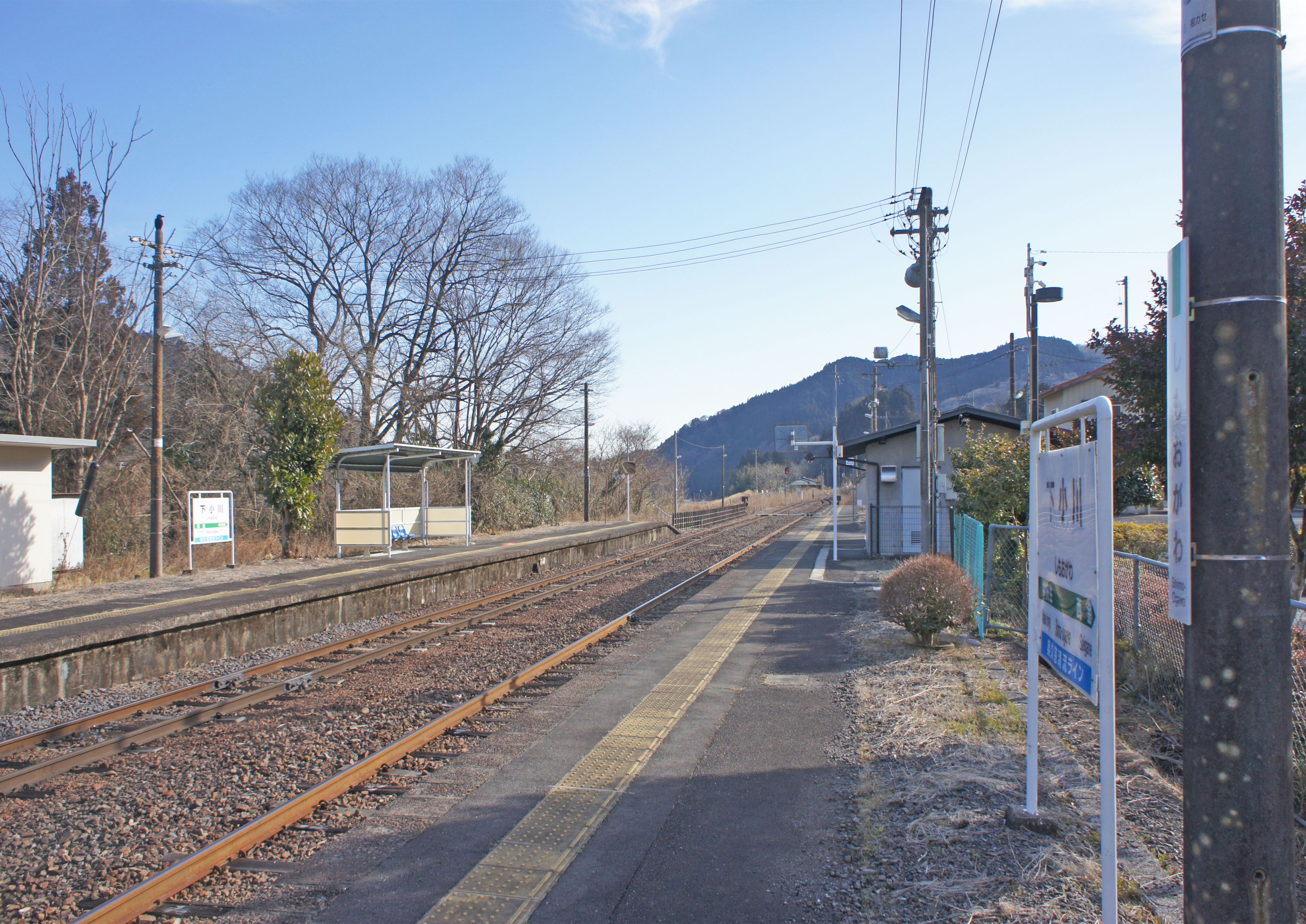
ホーム（2022年2月）
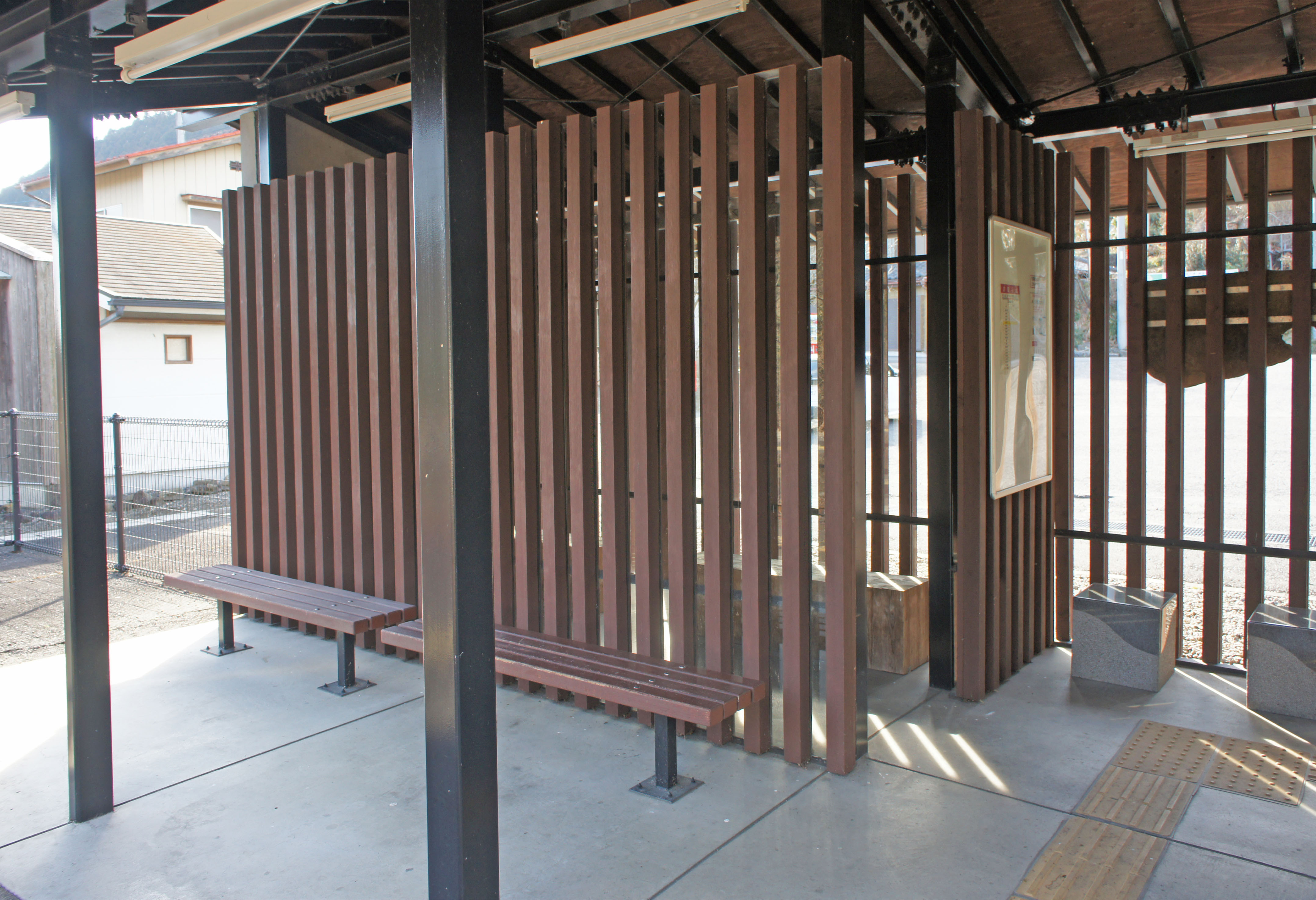
待合室（2022年2月）
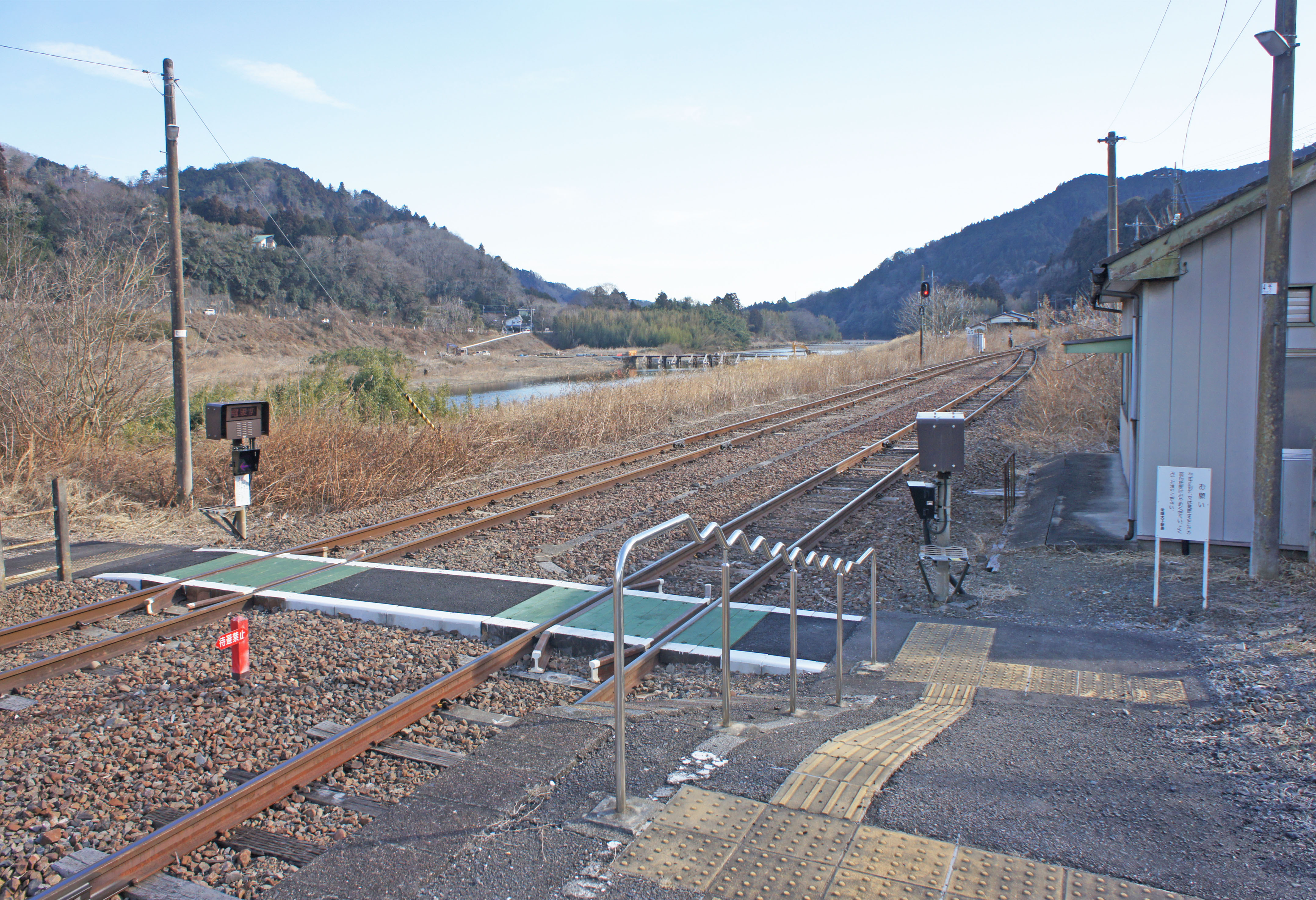
構内踏切（2022年2月）

## 駅周辺

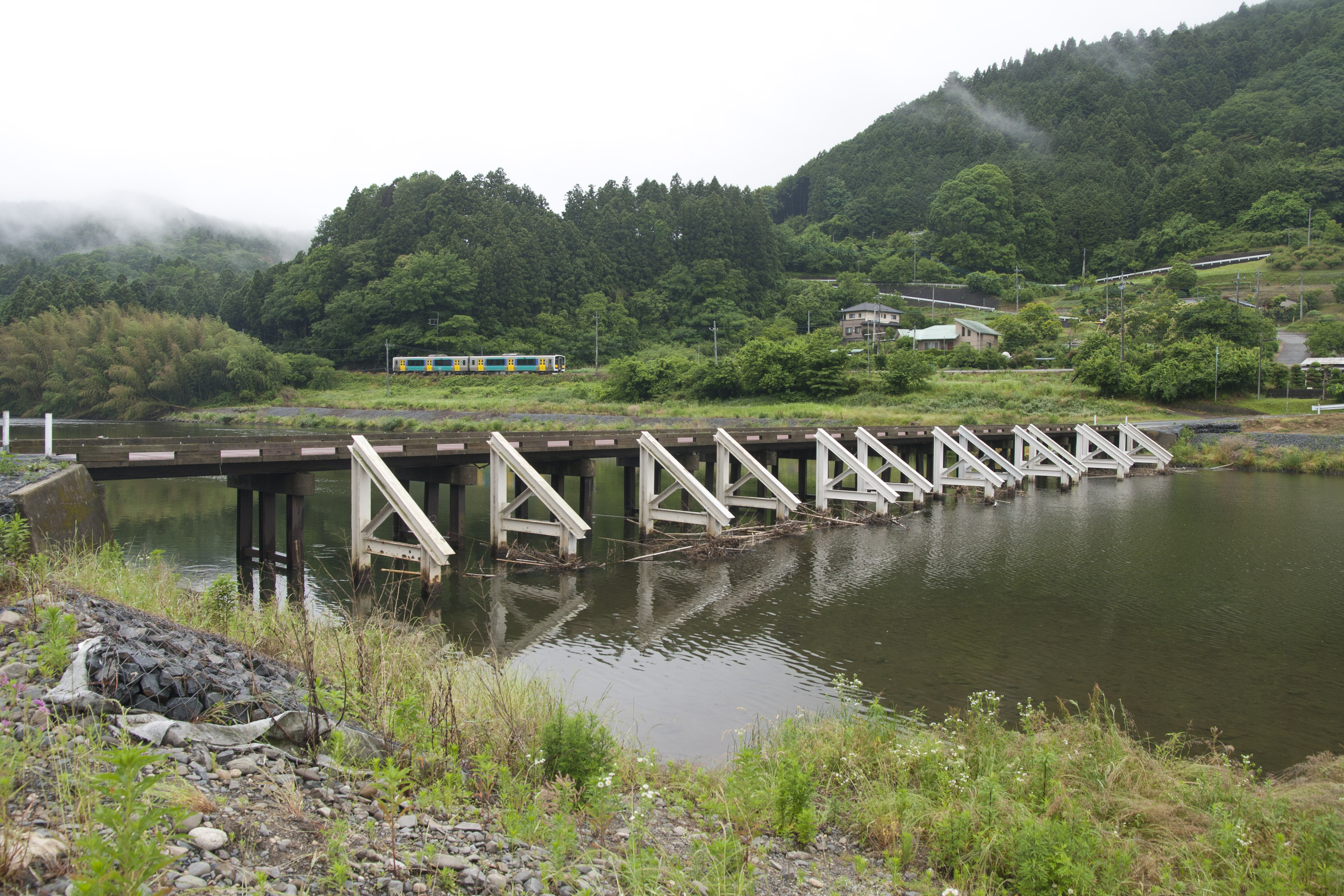
駅付近を流れる久慈川の平山橋。沈下橋の一つとして知られる。

- 常陸大宮市立盛金小学校
- 盛金簡易郵便局
- 常陸大宮市家和楽運動公園
- 国道118号
- 久慈川

## 隣の駅
東日本旅客鉄道（JR東日本）
■水郡線
中舟生駅 - 下小川駅 - 西金駅